# Oceanapia carbonilla
Oceanapia carbonilla är en svampdjursart som beskrevs av de Laubenfels 1954. Oceanapia carbonilla ingår i släktet Oceanapia och familjen Phloeodictyidae. Inga underarter finns listade i Catalogue of Life.